# 春日俊二
春日 俊二（かすが しゅんじ、1921年6月14日 - 没年不明）は、日本の俳優、声優。旧芸名は春日 俊次（読みは同じ）。本名は春日 章良（かすが あきよし）。
新潟県出身。日本大学芸術学部卒業。東京芸術劇場、劇団青俳、劇団民藝、銀座プロ、劇団新劇場に所属していた。

## 出演作品

### 映画
- 脱獄（1950年） - 村山
- 拳銃の前に立つ母（1950年）
- 指名犯人（1950年）
- 真珠夫人 処女の巻（1950年） - 青木淳、青木稔（2役）
- 真珠夫人 人妻の巻（1950年） - 青木淳、青木稔（2役）
- 風雲児（1951年） - 戸田雄次郎
- 南国の肌（1952年） - 高山尚一郎
- 花荻先生と三太（1952年） - 運転手
- 涙の恋千鳥（1952年） - 惣吉
- 佐渡ケ島悲歌（1952年） - 梧郎
- 今日は会社の月給日（1952年） - 山崎課員
- ひめゆりの塔（1953年） - 徳田先生
- 韋駄天記者（1953年） - 波野
- 悲劇の将軍　山下奉文（1953年） - 大崎記者
- 暁の市街戦（1953年） - 久保周一
- 赤い自転車（1953年） - 西田
- 若き日の啄木 雲は天才である（1954年） - 三島記者
- 太陽のない街（1954年）
- 億万長者（1954年） - 重役タイプの男
- 『春情鳩の街』より 渡り鳥いつ帰る（1955年） - 松田
- ビルマの竪琴 第一部（1956年） - 牧一等兵
- ビルマの竪琴 第二部（1956年） - 牧一等兵
- 外濠殺人事件（1960年） - 斉藤運転手
- 青春残酷物語（1960年） - シボレーの男
- 悪人志願（1960年） - 塩谷
- 黄色い風土（1961年） - 村田
- 白昼の無頼漢（1961年） - 金山
- 霧の港の赤い花（1962年） - 野宮
- 誇り高き挑戦（1962年） - 張
- 残酷な月（1962年） - 大矢根
- サラリーマン一心太助（1962年） - 浜口秘書課長
- 東京丸の内（1962年） - 水町課長
- 狙い射ち無頼漢（1962年） - 橋田竜平
- 暗黒街最後の日（1962年） - 田奈本
- ギャング対Gメン（1962年） - 村上善男
- 遊民街の銃弾（1962年） - 趙
- 恐怖の魔女（1962年） - 坂本
- 特別機動捜査隊（1963年） - 長沢
- 殺人鬼の誘惑（1963年） - 矢野耕作
- 恋は神代の昔から（1963年） - 安原忠治
- 真田風雲録（1963年） - 筧十蔵
- 右門捕物帖 蛇の目傘の女（1963年） - 与佐七
- 暗黒街最大の決斗（1963年） - チャン
- 暴力団（1963年） - 清次
- 残月大川流し（1963年） - 鼈の庄吉
- 十三人の刺客（1963年） - 日置八十吉
- 江戸犯罪帳 黒い爪（1964年） - 友吉
- どろ犬（1964年） - 川上弁護士
- 大殺陣（1964年） - 小出治兵衛
- 日本脱出（1964年） - 安原
- 狼と豚と人間（1964年） - 西村
- 暗黒街全滅作戦（1965年） - 立花
- 孤独の賭け（1965年） - 氷室健吉
- おゝい、雲!（1965年） - 江見幸夫
- 狸の大将（1965年） - 近藤
- 任侠男一匹（1965年） - 井上部長
- 国際秘密警察 鍵の鍵（1965年） - カペナム
- 炎と掟（1966年） - 陳
- 奇巌城の冒険（1966年） - 宦官長
- 怒涛一万浬（1966年） - 江間
- 解散式（1967年） - 小山
- 無頼漢（1970年） - 紋左衛門

### テレビドラマ
- 愛の灯
- 哀愁は旅とともに
- あかさび
- 暁の死線
- 秋の停車場
- 悪魔くん 第14話「妖術師バラモン」（1967年） - 妖術師バラモン
- あひる
- 秘密指令883 第13話「カスバの女」（1968年、フジテレビ+大映テレビ室）
- 雨の風車
- ある日のアンデルセン
- 会わぬ人
- 淡雪のロマンス
- あわれ人妻
- 意識不明
- いのちの詩
- 嘘
- うちの宿六
- ウルトラセブン 第11話「魔の山へ飛べ」（1967年） - 牧場主・南村
- 美わしき結末
- 江戸川乱歩シリーズ 明智小五郎
- お菓子と私
- 女将さんの子守唄
- 奥さん天国〜東西夫婦気質〜
- おとり
- オリオンは肩にかかりて
- 俺は用心棒
- 女が見ていた
- 女殺し屋 花笠お竜
- 怪奇を抱く壁
- 回転木馬
- 風車とガマと侍と
- 風の便り
- 風の中のあいつ
- 家族あわせ
- 勝海舟
- 嘉納治五郎
- キイハンター
- 狐と笛吹き
- 今日も暗いけれど
- 疑惑（1958年版）
- 軍兵衛目安箱 - 秋山
- 血液輸送500阡
- 結婚式
- 結婚予約
- 喧嘩太郎
- 剣豪秘伝
- 荒野の素浪人 第1シリーズ
- 幸福さん
- 木枯し紋次郎
- ここに人あり
- 肘掛椅子
- この狭き門を
- 最後の大本営発表
- 裁きの石牢
- 侍
- 三行広告
- 三姉妹
- 三太はもう来ない
- 三人の女
- 事件記者
- 地獄の辰捕物控
- 死者の叫び声
- 島崎藤村
- 重役ごっこ
- 女医記
- 人生うらおもて
- 人生はドラマだ
- 人生夜話
- 水戸黄門 第3部 第21話「母恋巡礼・岩国」- 讃州屋清兵衛
- 慎太郎ミステリー 暗闇の声「爆破」
- 死んでゆく男の物語
- 素浪人 天下太平
- 素浪人 花山大吉
- 銭形平次
- 台風
- ダイヤル110番
- 月影剣法
- 蔦のある館
- 天を斬る
- トイレット部長
- 東京警備指令 ザ・ガードマン
- 東京新選組
- 東京0時刻
- 東京バイパス指令
- 道化師ホルン・パルン
- 遠山の金さん捕物帳 - 三次 ほか
- 徳川家康
- 徳川おんな絵巻 - 三ッ岡伊三郎
- 特捜シリーズ
- 特ダネ記者
- 特別機動捜査隊
- 隣りの椅子
- ドラムと幽霊
- 波よ風よ四十年
- 虹の狂詩曲
- 人形佐七捕物帳
- 人形の眼
- 野に臥す者
- 花の中の日記帳
- 花は同じからず
- 堤に雨降る
- 母の暦
- 隼人が来る
- 春の夢文七元結
- 盤嶽と編笠
- 半七捕物帳
- 晩春の騒ぎ
- 必殺仕置人 - 弥助
- 火の山
- 悲盆歌
- ひやめし物語
- 夫婦百景
- 福沢諭吉
- 吹けよ川風 -成島柳北-
- フラワーアクション009ノ1 第3話「裏切り寝返り大合戦」（1969年、CX / 東映） - ドクトル（敵組織の科学者）
- プレイガール
- 坊っちゃん - うらなり
- ぼろと宝石
- ボロ家の春秋
- 舞妓東京を行く
- マイティジャック（1968年） - 英健隊員（レギュラー）
- 松本清張シリーズ・黒い断層「草」
- 松本清張シリーズ・黒の組曲「鴉」
- 松本清張シリーズ・黒の組曲「寒流」
- 松本清張シリーズ・黒の組曲「結婚式」 - 吉村
- 窓のうちそと
- 廻れ人生
- 南の風
- 宮本武蔵
- 無用ノ介 - 頑竹
- 眼
- 弥次喜多隠密道中
- 山の湖
- 愉快な家族
- 雪どけ銀座
- 酔いどれ地獄
- 欲望
- 世なおし奉行
- 夜のイヤリング
- 夜の十時劇場「降霊」
- 落葉樹
- 竜馬がゆく
- ルミコよ・わが子
- 恋愛作法
- ローンウルフ 一匹狼
- わが恋せし淀君
- わかれ道
- 私売ります
- 私に眠りを返せ

### 吹き替え
- チロリン村とくるみの木（1956年） - ニンジン・レッド
- ぶんぶくちゃがま（1959年）
- かしこいこりす（1959年）
- ガリバー旅行記（1959年）
- ジャングル・ブック（1968年） - バギーラ
- 逃亡者　#104